# Dicranota akshobya
Dicranota akshobya är en tvåvingeart som beskrevs av Alexander 1963. Dicranota akshobya ingår i släktet Dicranota och familjen hårögonharkrankar. Inga underarter finns listade i Catalogue of Life.